# Choyrodon
Choyrodon barsboldi
Genre
Espèce
Choyrodon est un genre fossile de dinosaures ornithopodes iguanodontiens qui ont vécu au milieu du Crétacé, il y a environ -110 à −100 millions d'années au cours de l'Albien, dans ce qui est maintenant l'Asie. Il est représenté par une seule espèce, Choyrodon barsboldi.

## Description
Choyrodon ressemble beaucoup à Altirhinus trouvé dans la même formation. Cela suggère que Choyrodon pourrait être un jeune Altirhinus. Cependant, les descripteurs donnent quelques arguments pour expliquer pourquoi ce ne serait pas le cas. Chez Altirhinus, l'os carré présente une encoche plus haute sur le côté du quadratojugal avec une projection vers le haut sur le bord inférieur. Elle manque à Choyrodon. Aucun genre n'est connu dans la littérature pour développer une telle projection pendant la croissance. La branche postérieure du postorbitaire est plus prononcée chez Choyrodon que chez les Saurolophinae, auxquels Choyrodon, d'ailleurs, n'appartient pas, cette branche en croissance est connue pour être moins prononcée. Dans l'os palatin, les différents composants sont mieux développés chez Choyrodon. Chez les dinosaures, ce développement pendant la croissance augmente généralement au lieu de diminuer. En outre, deux autamorphies ont été signalées, des caractéristiques uniques qui, selon les auteurs, n'ont peut-être rien à voir avec la maturité. À l'arrière de la tête, le supraoccipital est recouvert des deux côtés par une pièce jambière que les descripteurs interprètent comme l'opisthotique. La partie antérieure inférieure de la mâchoire inférieure surangulaire présente deux plis sur la face externe, sous le deuxième foramen. Altirhinus possède une courte protubérance inférieure sur le prédentaire, la partie antérieure des mâchoires inférieures, qui est bifurquée latéralement. Chez Choyrodon, cette protubérance est longue, étroite et droite. Choyrodon possède une fenêtre antéorbitaire, une caractéristique fondamentale absente de l'holotype d’Altirhinus. En tant que telle, on peut plausiblement la déclarer ontogénétique, chez des adultes apparemment en pleine croissance. Cependant, les descripteurs indiquent qu'une telle fenêtre n'existe chez aucun ornithopode et qu'il n'y a donc aucune preuve de fermeture plus tard dans la vie adulte.

## Découverte et recherche
Trois spécimens d'ornithopodes juvéniles ont été trouvés à Khuren Dukh (Mongolie). En 2018, le type Choyrodon barsboldi a été nommé et décrit par Terry A. Gates (d), Khishigjav Tsogtbaatar (d), Lindsay E. Zanno (d), Tsogtbaatar Chinzorig (d) et Mahito Watabe (d). 
Le nom générique associe une référence à la ville de Choyr, près l'endroit, avec le terme dérivé du grec ancien ὀδούς, odoús, « dent », un suffixe commun dans les noms des iguanodontiens basaux. 
Le nom de l'espèce rend hommage au paléontologue mongol Rinchen Barsbold.
L'holotype, MPC-D 100/801, a été trouvé dans le dépôt inférieur de la formation Khuren Dukh, datant de l'Albien. Il s'agit d'un squelette partiel avec le crâne, les mâchoires inférieures, les côtes du cou et les métacarpes. Les deux autres spécimens ont été assignés à l'espèce. Cela concerne les spécimens MPC-D 100/800, un crâne avec des mâchoires inférieures et MPC-D 100/803, un squelette partiel avec un crâne comprenant un os nasal, la ceinture scapulaire gauche, l'avant-pied gauche, des vertèbres, des côtes, la moitié du bassin gauche, la cuisse droite et le tibia gauche.

## Classification
Choyrodon est placé basalement dans les Iguanodontia comme une espèce sœur d’Eolambia. Le fait que l'analyse de Choyrodon n'ait pas été identifiée comme une espèce sœur d’Altirhinus et également pas dans une position plus basale, comme c'est habituellement le cas pour les jeunes animaux, est encore une indication qu'ils ne sont pas synonymes.